# Бонини
Бонини (словен. Bonini, итал. Bonini) је насељено место у општини Копар, Обално-Крашка регија, Словенија.

## Историја
До територијалне реорганизације у Словенији било је у саставу старе општине Копар.

## Становништво
У попису становништва из 2011. године, Бонини је имао 516 становника.
| Број становника према пописима | Број становника према пописима | Број становника према пописима |
| ------------------------------ | ------------------------------ | ------------------------------ |
| 1991                           | 2002                           | 2011                           |
| 321                            | 452                            | 516                            |